# Вет Камп Вилиџ (Аризона)
Вет Камп Вилиџ (енгл. Wet Camp Village) насељено је место без административног статуса у америчкој савезној држави Аризона.

## Демографија
По попису из 2010. године број становника је 229.
| Група             | 2000.    | 2010.      |
| Белци             | 0 (0,0%) | 5 (2,2%)   |
| Афроамериканци    | 0 (0,0%) | 0 (0,0%)   |
| Азијати           | 0 (0,0%) | 0 (0,0%)   |
| Хиспаноамериканци | 0 (0,0%) | 29 (12,7%) |
| Укупно            | 0        | 229        |